# Thomas Mercer Chronometers
Pour les articles homonymes, voir TMC.

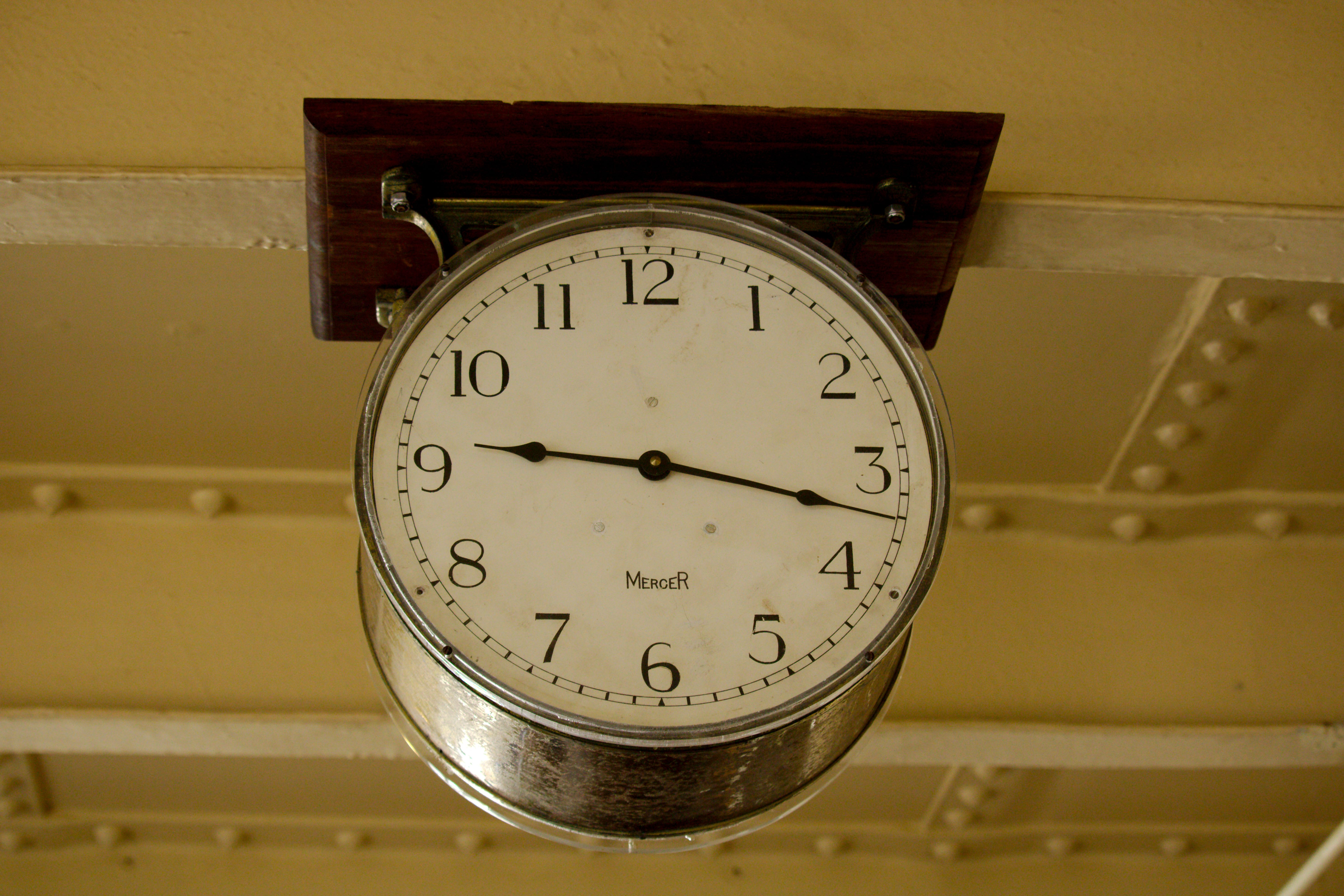
Horloge ,de style Art Déco, de TMC

Thomas Mercer Chronometers (TMC) est une entreprise spécialisée dans la conception et la création de chronomètres sur mesure, notamment dans le domaine maritime.
Fondé en 1858 par Thomas Mercer, l'entreprise est basée dans le borough londonien de Richmond upon Thames.

## Publications
- (en) Tony Mercer, Chronometer Makers of the World : With Extensive List of Makers and Craftsmen, Londres, N.A.G Press, 2004, 2e éd. (1re éd. 1991), 301 p. (ISBN 978-0-7198-0340-6, OCLC 62886757)
- (en) Tony Mercer, Mercer chronometers : history, maintenance & repair, Ashbourne, Mayfield, 2003, 239 p. (ISBN 978-0-9540525-3-9, OCLC 53389965)
- (en) Tony Mercer, Mercer Chronometers : Radical Tom Mercer and the House He Founded, Ashford, Kent, England, Brant Wright Associates, 1978, 251 p. (ISBN 978-0-903512-19-0, OCLC 7251554)